# Skvotiranje u Francuskoj
Skvoterski pokret u Francuskoj se najviše razvio poslednjih nekoliko godina, naročito nakon 2000. Dosta je jak u većim gradovima (Parizu, Dižonu, Grenoblu, itd.) i delom je uključen u altermondijalistički pokret. 
Iako su stanari francuskih skvotova razni ljudi raznih motiva (npr. omladina koja odbijaja da se integriše u sistem, emigranti iz Afrike i Istočne Evrope, umetnici bez prostora za rad, aktivisti, Romi…), ipak su najčešće tri vrste skvotova: umetnički, politički i emigrantski. 

## Istorijat
U Francuskoj su se prvi skvoteri pojavili posle Drugog svetskog rata. Kao protest protiv administrativnih prepreka koje su usporavale primenu zakona o rekviziciji, oni su zauzimali prazne stanove. To je bio pokret porodica bio blizak Hrišćanskoj radnoj omladini i prvobitno je nastao u Marseju pre no što se proširio na druge gradove. U narednih par godina, oko 5000 porodica je tako smešteno. 
1950-ih i 1960-ih godina se u Francuskoj pojavljuje pokret stambene samopomoći nazvan Dabrovi, čiji su pripadnici jedni drugima pomagali da izgrade kuće na divlje. 
1970-ih godina se borba za stanovanje radikalizuje pod naletom revolucionarnog skvoterskog pokreta svuda u Zapadnoj Evropi. 
Od 1975. do 1980. je trajao dugački štrajka protiv stanarina, koji su vodili radnici imigranti iz Afrike. Štrajk se sastojao u autoredukciji (samosmanjenju) stanarina i odbijanju da se pristane na traženo povećanje i bio je jedan od najdužih konflikata tih godina.
1980-ih godina su se pojavili mnogi otvoreno politički skvotovi, povezani sa libertarijanskim i autonomnim pokretima, koji su se protivili kapitalizmu. 
Od 1987. neke oblasti Francuske su počele sa sistematskim prinudnim iseljenjima svih političkih skvotova. 
U maju 1990. je 48 domaćinstava, pretežno porodica sa decom, izbačeno iz dve skvotirane zgrade u 20. distriktu Pariza. Uz podršku lokalnih aktivista, familije su organizovale kampovanje koje je trajalo četiri meseca. Zahvaljujući mobilizaciji mnogih udruženja, sindikata i nekih levičarskih partija, izborili su se za smeštaj svih porodica. Tako je nastalo udruženje Pravo na stanovanje (fr: Droit Au Logement, skraćeno DAL) koje se bori za ostvarivanje prava na krov nad glavom za najugroženije delove stanovništva (loše skućenih i beskućnika) i pronalaženje prikladnog smeštaja za njih. 
U Francuskoj su nastala mnoga udruženja koja brane pravo na stanovanje: Komitet loše smeštenih osoba (1984), Pravo na stanovanje (1990), Koordinacija beskućnika (1994) i mnoge druge. Dok neka od njih (npr. Pravo na stanovanje) pregovaraju sa vlastima, druga su okrenuta isključivo direktnim akcijama skvotiranja (npr. Koordinacija beskućnika), poput zauzimanja zgrade 1994. u aveniji Breteuil u 7. distriktu Pariza. Zgrada je ubrzo iseljena, a Koordinacija beskućnika je prestala da postoji 1996.
"Charade" je bio jedan od najpoznatijih skvotova u Grenoblu, otvoren oktobra 2002. Iseljen je 18. juna 2003. od strane Komunističke partije, koja je držala lokalnu vlast, što je dovelo do mnogih kritika toj partiji. Kao protest protiv iseljenja, bivši stanari skvota Šarada i njihovi simpatizeri, ukupno 50-ak ljudi, su 23. juna okupirali gradsku skupštinu Grenobla, sa vrećama za spavanje, zalihama hrane, pića i vodenim pištoljima. 
25. februara 2005. su francuski skvoteri aktivisti pokazali svoju organizovanost kada su u svim većim gradovima Francuske održane direktne akcije podrške skvotovima “Les 400 Couverts” kojima je pretilo iseljenje od opštine u kojoj su socijalisti na vlasti. To je u stvari čitava skvotirana ulica sa 6 zauzetih zgrada u centru Grenobla. U okviru tog kompleksa funkcioniše skvoterska pekara, mesto za proizvodnju ekološkog goriva, biblioteka, prostor za javna dešavanja, besplatna radnja, vege bašta, pozorište, računarski centar, radionica za bicikle, narodna kuhinja i još mnogo toga. A u ulici, kojom ne prolaze automobili, su zasađene razne voćke. Velike demonstracije na ulicama Grenobla su održane i 30. aprila.
Do 2006. je najveći skvot u Francuskoj bila zgrada napuštenog studentskog doma Učiteljske više škole u Cachanu, kod Pariza, koju je zauzelo hiljadu ljudi, uključujući 700 osoba bez papira i 170 dece. Izbačeni su avgusta 2006. godine, a 49 odraslih je uhapšeno i deportovano nazad u zemlje porekla.

## Raskol u pokretu
Do raskola u skvoterskom pokretu dolazi 30. januara 2003. kada je u Parizu na sastanku skvotera umetnika donesena povelja poznata kao “Interface”, kojom se traži saradnja od države na umetničkom preuređenju napuštenih prostora. Kao reakcija na to, politički skvoteri, antikapitalisti, su na sastanku u Grenoblu 2003. doneli povelju “Intersquat”. 
Prvi se zalažu za legalizaciju i pregovaraju sa lokalnim vlastima radi sigurnosti korišćenja mesta na duge staze, iznoseći argumente poput kulturnog doprinosa gradu i pozivajući se na primere Holandije i Italije, gde su mnogi skvotovi ozakonjeni. Drugi se zalažu za logiku konfrontacije sa vlastima i kapitalizmom i odbijaju pregovaranje, nepriznajući koncept vlasništva. Oni smatraju da su legalizovani skvotovi pretnja ostalim, manje “podobnim” skvotovima u kojima žive aktivisti, siromašni, osobe bez papira, itd. 
Dolazi do promene opravdanja skvotiranja – umesto ranijeg opravdanja pukim življenjem, sada pojedinac sada mora postati kulturni preduzetnik da bi od grada dobio napuštene prostore. 

## Umetnički skvotovi
U Parizu i većim gradovima su dosta rašireni umetnički skvotovi, za koje već postoji nova reč skvart (skvot + art). Umetnički skvotovi su nastali zbog neviđeno visokih cena zakupa prostora za umetnike (studio, atelje i sl.), a razvili su se zbog zakona koji dozvoljava zauzimanje napuštenih prostora ako će u njima biti uspostavljene kreativne aktivnosti. 
Umetnički skvotovi nastaju u Parizu i okolnim gradovima od 1980-ih godina. Najčešće zauzimaju velike, napuštene, industrijske građevine, skladišta, fabrike, itd. i pretvaraju ih u umetničke prostore. Često uspostavljaju dobre odnose sa vlasnikom prostora i lokalnim vlastima. U njima se održavaju raznovrsna kulturna dešavanja koja variraju od andergraund rok svirki do galerijskih prostora savremene umetnosti. Prostorima samoupravljaju oni koji u njima žive i rade. Neki umetnički skvotovi kasnije postanu zvanične institucije kulture. 
Jedan od najpoznatijih umetničkih skvotova u Parizu je "Les Frigos". To je nekada bilo ogromno skladište (od 4000m²) za zamrzavanje sve hrane koja je stizala u Pariz a posedovalo ga je Fransusko železničko preduzeće (SNCF). Unutar njega se čak nalazi i parna lokomotiva koju je jedan umetnik transportovao iz Poljske. 
Još jedan veoma poznat skvot je "La Miroiterie", gde često sviraju mladi pank bendovi. Tu se nalazi i besplatna radnja, iz koje ko god dođe može nešto uzeti ili nešto ostaviti tamo. 
U Parizu se već nekoliko godina unazad, redovno održava Festival umetnosti i skvotiranja (“Festival Art Et Squat”).

## Politički skvotovi
Poslednjih par godina u Francuskoj se javlja rastući pokret političkih skvotova, koji se od umetničkih skvotova razlikuju jer ne sarađuju sa lokalnim vlastima i dovode u pitanje privatnu svojinu. Okupljeni su oko Interskvot povelje i organizuju povremena okupljanja na nacionalnom nivou. Bore se protiv privatnog vlasništva, države, odnosa zasnovanih na novcu i moći i pokušavaju da izgrade autonomne zone i da povežu razne društvene pokrete. 
Politički skvotovi najčešće udomljuju razne antikapitalističke kolektive i organizuju mnoge akcije i dešavanja poput: “slobodnih zona” gde roba može da se slobodno razmenjuje, skvotiranih bašta, internet kafea i sajber aktivizma na slobodnom softveru, nezavisnih medija, širenja informacija, objavljivanja knjiga i fanzina, narodne medicine, deljenja znanja i veština, radionica za bicikle, radionica za obradu drveta i metala, recikliranja bio dizela za vozila, distribuciju semena (koje nije genetički modifikovano), ženske i feminističke prostore, kvir zabave, komšijske piknike, besplatne menze (narodne kuhinje), diskusije, video projekcije, izvedbe i pozorišta. 
Njihova iseljenja su dosta česta, ali je takođe velik broj novih useljenja i otvaranja. Iako je prema političkim skvotovima oštrija reakcija države, ipak je i dalje, u najvećem broju slučajeva, moguće skvotirati prazan prostor u Francuskoj bez rizika od hapšenja. 

## Spoljašnje veze
- Istorija borbe za stanovanje u Francuskoj (francuska wikipedia)
- Art Squats in Paris
- Political squats in France Архивирано на веб-сајту  (4. март 2016)
- Interface ou Intersquat?
- Skvotovima “Les 400 Couverts” preti iseljenje